# Cabo Spartivento (Calábria)
O cabo Spartviento (em italiano:  capo Spartviento) é um cabo situado na comuna de Brancaleone, no extremo meridional da Calábria, na Itália. É o ponto mais a sul da península italiana.
Na época greco-romana chamava-se Promontório de Héracles. Tem, desde 1870, um farol.

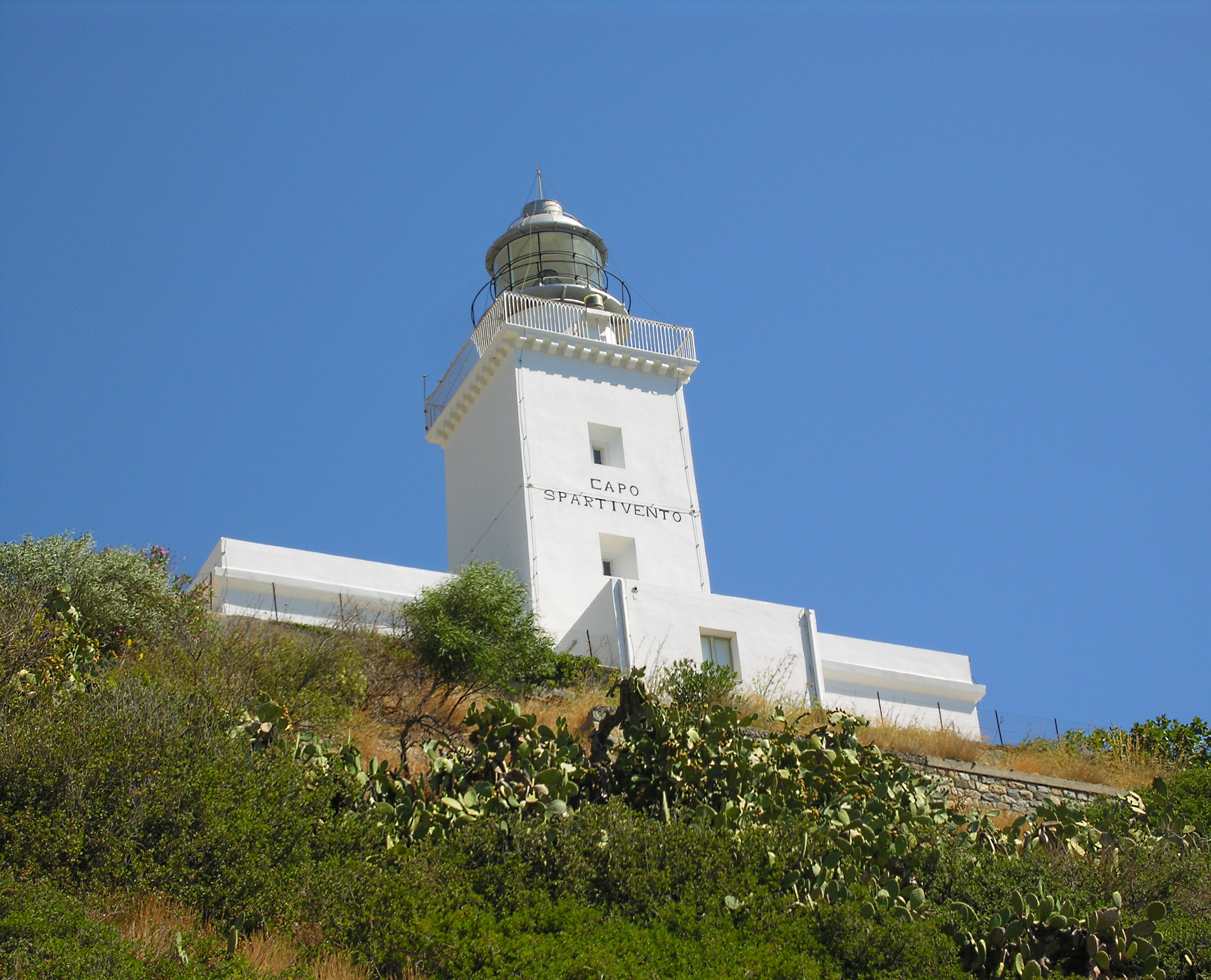
Farol do cabo Spartivento